# Chùa Tổ

Giếng thiêng do Man nương dùng gậy thần cắm xuống đất để lấy nước cứu hạn hán cho dân

Chùa Tổ, tên chữ là chùa Phúc Nghiêm tự thuộc làng Mãn Xá, phường Hà Mãn, thị xã Thuận Thành, tỉnh Bắc Ninh, chùa thờ Phật và Phật Mẫu Man Nương, đây cũng chính là quê hương của nàng Man nương trong truyền thuyết về Tứ Pháp đất kẻ Dâu, Luy Lâu.
Ngoài thờ Phật và Man nương chùa còn thờ:
- Khâu Đà La đại sư
- Tu Định và vợ (cha, mẹ của Man nương)

Khâu Đà La, Tu Định, Man Nương gọi là Tam Tổ được thờ ở chùa Tổ, còn Pháp Vân, Pháp Vũ, Pháp Lôi, Pháp Điện gọi là Tứ Pháp thờ ở các chùa Dâu, Đậu, Tướng, Dàn.
Hàng năm vào hội Dâu 8/4 đoàn rước của các chùa Tứ Pháp như Dâu, Đậu, Tướng,Dàn sẽ cùng nhau rước về chùa Tổ để bái Phật Mẫu, sau đó nhà chùa sẽ làm xôi, oản chia đều cho chị em Tứ Pháp mang về.

## Kiến Trúc
Chùa được xây dựng vào thế kỷ thứ 2 sau công nguyên, năm 1313 được tu bổ lại với 50 gian, đôi câu đối còn ghi
"Ngũ thập gian phạm vũ huy hoàng nam thiên thắng tích
Thiên vạn cổ hương hoa cúng dàng bắc địa danh lam "
Kiến trúc hiện nay của chùa là đời Nguyễn. Chùa có giếng cổ tương truyền do Man nương cắm gậy thiêng của Khâu Đà La cho mà thành giếng để cứu dân khỏi nạn hạn hán, bên cạnh có giếng mắt rồng như hình bán nguyệt cũng không bao giờ cạn nước.

## Hình ảnh
|  |  |
|  |  |
|  |  |